# Абу Фирас
Абу́ Фира́с (араб. أبو فراس‎; также известен как Абу Фирас аль-Хамдани араб. أبو فراس الحمداني‎; полное имя — Абу Фирас ибн аль-Харис ибн Саид ибн Хамдан аль-Хамдани; 932—968) — арабский поэт и государственный деятель X века.

## Биография
Родился в 932 году в Мосуле. Принадлежал к шиитскому аристократическую роду Хамданидов, правившему эмиратом Алеппо на территории современной Сирии и Северного Ирака. Служил при своём двоюродном брате — эмире Сайфе ад-Даула — губернатором провинции Мембидж и был придворным поэтом. Принимал активное участие в войнах против Византии. В 959 году попал в плен и был освобождён спустя 3 года. Вскоре был пленён во второй раз и почти четыре года провёл в Константинополе. Был выкуплен в 966 году и назначен губернатором Хомса. После смерти в 967 году Сайфа ад-Даула эмиром стал его 16-летний сын Саид. Абу Фирас поднял мятеж и в апреле 968 года погиб в сражении с армией во главе с хаджибом Каргуйа (араб. قرغويه‎) к юго-востоку от города Хомс.

## Творчество
В лирике Абу Фираса преобладали рыцарские черты — воинственность и поклонение пред возлюбленной. Впервые в арабской поэзии у него появляется мотив альбы. Находясь в византийском плену в Константинополе, создал своё самое известное произведение — сборник поэм, получивший название «Ар-Румийат» (араб. الروميات, Rûmiyyât‎). В своих элегических посланиях из плена с большой силой выразил любовь к матери, дому и Родине.

## Издания сочинений
- Известен созданный в Марокко манускрипт, датируемый 1628 годом. Содержит собрание сочинений (диван) Абу Фираса. В 2011 году рукопись была выставлена на торги аукционным домом «Кристис»[4].
- Первое печатное издание сочинений Абу Фираса вышло в Бейруте в 1873 году.